# Nathalie Cardone
Nathalie Cardone, född 29 mars 1967, är en fransk skådespelerska och sångerska från Pau i Pyrénées-Atlantiques. Hennes pappa kommer från Sicilien (Italien) och mamma kommer från Spanien.

## Biografi
Nathalie Cardones första uppmärksammade roll var i den franska filmen Drôle d'endroit pour une rencontre (1988), där hon spelade mot Gérard Depardieu och Catherine Deneuve. Efter sin insats nominerades hon till the César Award for Most Promising Actress 1989. Karriären tog ytterligare fart efter rollen i La Petite Voleuse.
Hon har också gjort sig känd som sångerska. Bland annat har hon framfört listhitsen "Populaire", "Mon Ange" och "Hasta Siempre".